# Qatar Athletic Super Grand Prix 2009
Qatar Athletic Super Grand Prix 2009 – mityng lekkoatletyczny, który został rozegrany 8 maja na stadionie w stolicy Kataru – Dosze. Zawody były zaliczane do cyklu World Athletics Tour i posiadały rangę Super Grand Prix IAAF.

## Rezultaty

### Mężczyźni
| Konkurencja           | 1. miejsce              | 1. miejsce | 2. miejsce              | 2. miejsce | 3. miejsce                   | 3. miejsce |
| --------------------- | ----------------------- | ---------- | ----------------------- | ---------- | ---------------------------- | ---------- |
| 100 m                 | Travis Padgett          | 10,00      | Michael Frater          | 10,15      | Marlon Devonish              | 10,19      |
| 800 m                 | Abubaker Kaki           | 1:43,09    | Asbel Kipruto Kiprop    | 1:43,17    | Mohammed Al-Salhi            | 1:43,66    |
| 1500 m                | Augustine Kiprono Choge | 3:30,88    | Haron Keitany           | 3:30,90    | Deresse Mekonnen             | 3:33,28    |
| 3000 m                | Eliud Kipchoge          | 7:28,37    | Thomas Pkemei Longosiwa | 7:30,09    | Edwin Cheruiyot Soi          | 7:31,50    |
| 3000 m z przeszkodami | Ezekiel Kemboi          | 7:58,85    | Paul Kipsiele Koech     | 8:01,72    | Brimin Kiprop Kipruto        | 8:08,71    |
| 110 m przez płotki    | David Oliver            | 13,09      | Antwon Hicks            | 13,24      | Andrew Turner                | 13,31      |
| Trójskok              | Julien Kapek            | 16,64      | Leevan Sands            | 16,59      | Charles Friedek              | 16,59      |
| Pchnięcie kulą        | Reese Hoffa             | 21,64      | Tomasz Majewski         | 21,22      | Sultan Abdulmajeed Al-Hebshi | 21,13      |
| Rzut oszczepem        | Andreas Thorkildsen     | 83,39      | Ēriks Rags              | 82,23      | Siergiej Makarow             | 80,63      |

### Kobiety
| Konkurencja           | 1. miejsce              | 1. miejsce | 2. miejsce         | 2. miejsce | 3. miejsce                           | 3. miejsce |
| --------------------- | ----------------------- | ---------- | ------------------ | ---------- | ------------------------------------ | ---------- |
| 100 m                 | Kerron Stewart          | 10,93      | Stephanie Durst    | 11,15      | Sheri-Ann Brooks                     | 11,20      |
| 400 m                 | Allyson Felix           | 50,75      | Amantle Montsho    | 51,08      | Shericka Williams                    | 51,08      |
| 1500 m                | Gelete Burka            | 4:06,67    | Vivian Cheruiyot   | 4:07,41    | Btissam Lakhouad                     | 4:08,94    |
| 3000 m z przeszkodami | Ruth Bisibori Nyangau   | 9:32,68    | Zemzem Ahmed       | 9:33,74    | Sofia Assefa                         | 9:37,96    |
| 100 m przez płotki    | Priscilla Lopes-Schliep | 12,52      | Damu Cherry        | 12,72      | Danielle Carruthers                  | 12,73      |
| Skok wzwyż            | Blanka Vlašić           | 2,05       | Wita Pałamar       | 1,95       | Ruth Beitia                          | 1,92       |
| Skok o tyczce         | Silke Spiegelburg       | 4,55       | Julia Gołubczikowa | 4,55       | Carolin Hingst Aleksandra Kiriaszowa | 4,45       |
| Skok w dal            | Brittney Reese          | 6,99       | Funmi Jimoh        | 6,96       | Maurren Higa Maggi                   | 6,90       |
| Rzut młotem           | Anita Włodarczyk        | 73,68      | Martina Hrašnová   | 71,68      | Sultana Frizell                      | 69,86      |